# Грабув (Жарський повіт)
Грабув (пол. Grabów, нім. Grabow) — село в Польщі, у гміні Туплиці Жарського повіту Любуського воєводства.
Населення — 145 осіб (2011).
У 1975-1998 роках село належало до Зеленогурського воєводства.

## Демографія
Демографічна структура станом на 31 березня 2011 року:
|          | Загалом | Допрацездатний вік | Працездатний вік | Постпрацездатний вік |
| -------- | ------- | ------------------ | ---------------- | -------------------- |
| Чоловіки | 74      | 15                 | 51               | 8                    |
| Жінки    | 71      | 14                 | 39               | 18                   |
| Разом    | 145     | 29                 | 90               | 26                   |